# Żurrieq Football Club
Żurrieq F.C. é uma equipe maltês de futebol com sede em Żurrieq. Disputa a primeira divisão de Malta (Campeonato Maltês de Futebol).
Seus jogos são mandados no Estádio Nacional Ta' Qali, que possui capacidade para 17.000 espectadores.

## História
O Żurrieq F.C. foi fundado em 1949.